# Céramique (Maastricht)
Céramique, appelé en maastrichtois De Zjeramiek, est un quartier résidentiel et de bureaux de la fin des années 1990 à Maastricht. Le secteur fait officiellement partie du Wyck, même s'il est souvent considéré comme étant un quartier à part.

## Toponymie
Le nom du quartier vient de la Société Céramique, produisant des faïences, qui s'y trouvait.

## Géographie
Le quartier Céramique est bordé à l'ouest par la Meuse, au nord par le Oud-Wyck (le Vieux-Wyck). Le quartier est délimité au sud par le quartier Randwyck et à l’est par le quartier Heugemerveld à l'est.

## Histoire
La rénovation de l’ancienne usine de la Société Céramique a commencé en 1987. Hormis quelques exceptions (le Wiebengahal, le Bordenhal, la villa Jaunez et certains murs des anciennes usines), les anciens bâtiments industriels de la Société ont été démolis.
Sur la base des plans directeurs de l'architecte Jo Coenen, la construction d'un espace structuré à l'architecture moderne commença. Pour les immeubles de bureaux et d'appartements différents architectes ont participé tel que Aldo Rossi, Luigi Snozzi, Mario Botta, Álvaro Siza, Hubert-Jan Henket, Herman Hertzberger, Bob Van Reeth, Charles Vandenhove et Bruno Albert. Jo Coenen conçu lui-même un certain nombre de bâtiments, y compris le Centre Céramique qui sert de bibliothèque municipale et de centre d'exposition.
Le quartier est relié à la vieille ville par un pont piétonnier (le Hoge Brug, René Greisch, 2003). Le long de la Meuse se trouve le parc Charles Eyck, conçu par l'architecte paysagiste suédois Gunnar Martinsson. Des restes des fortifications du Wyck sont visibles dans le parc.

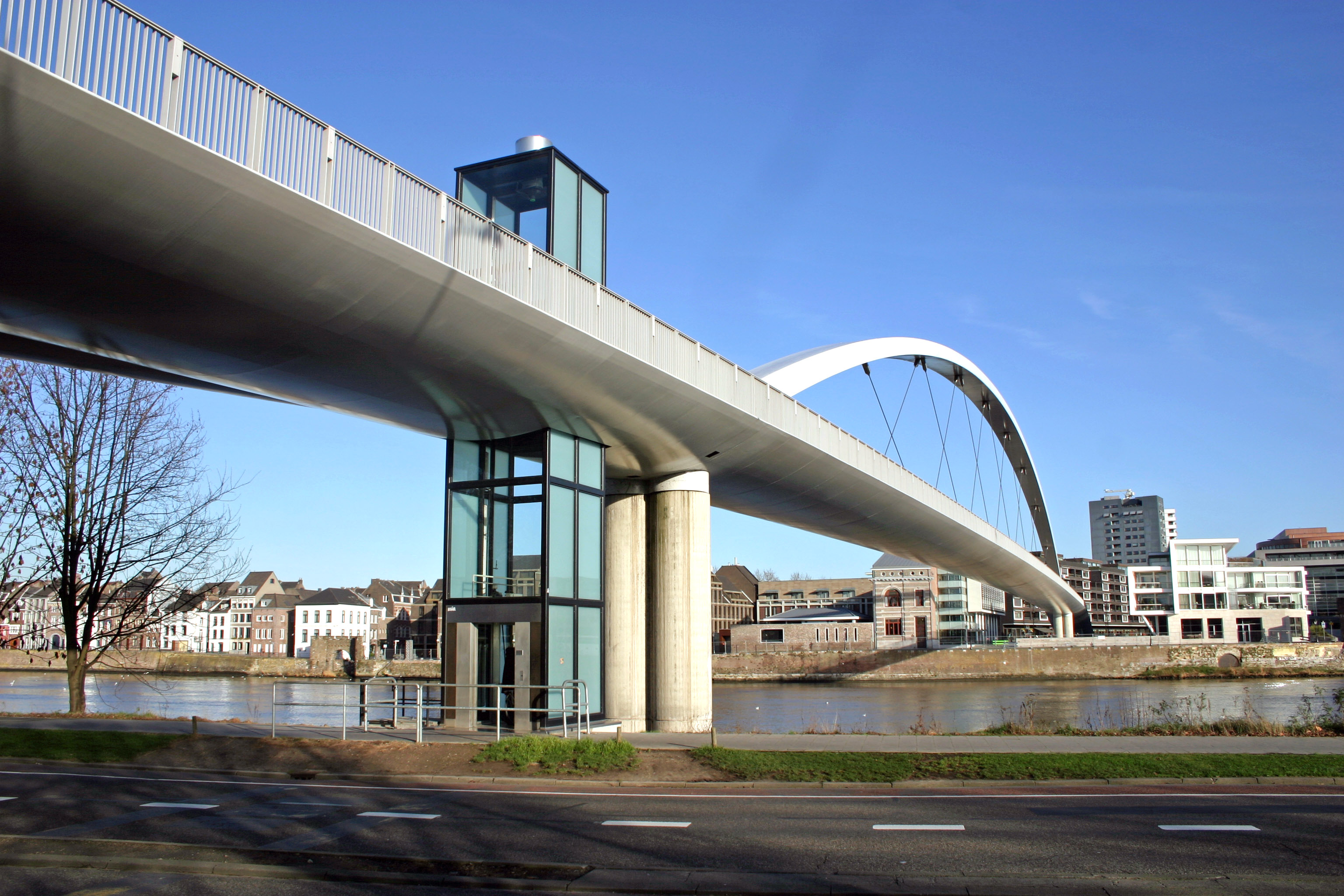
Le Hoge Brug
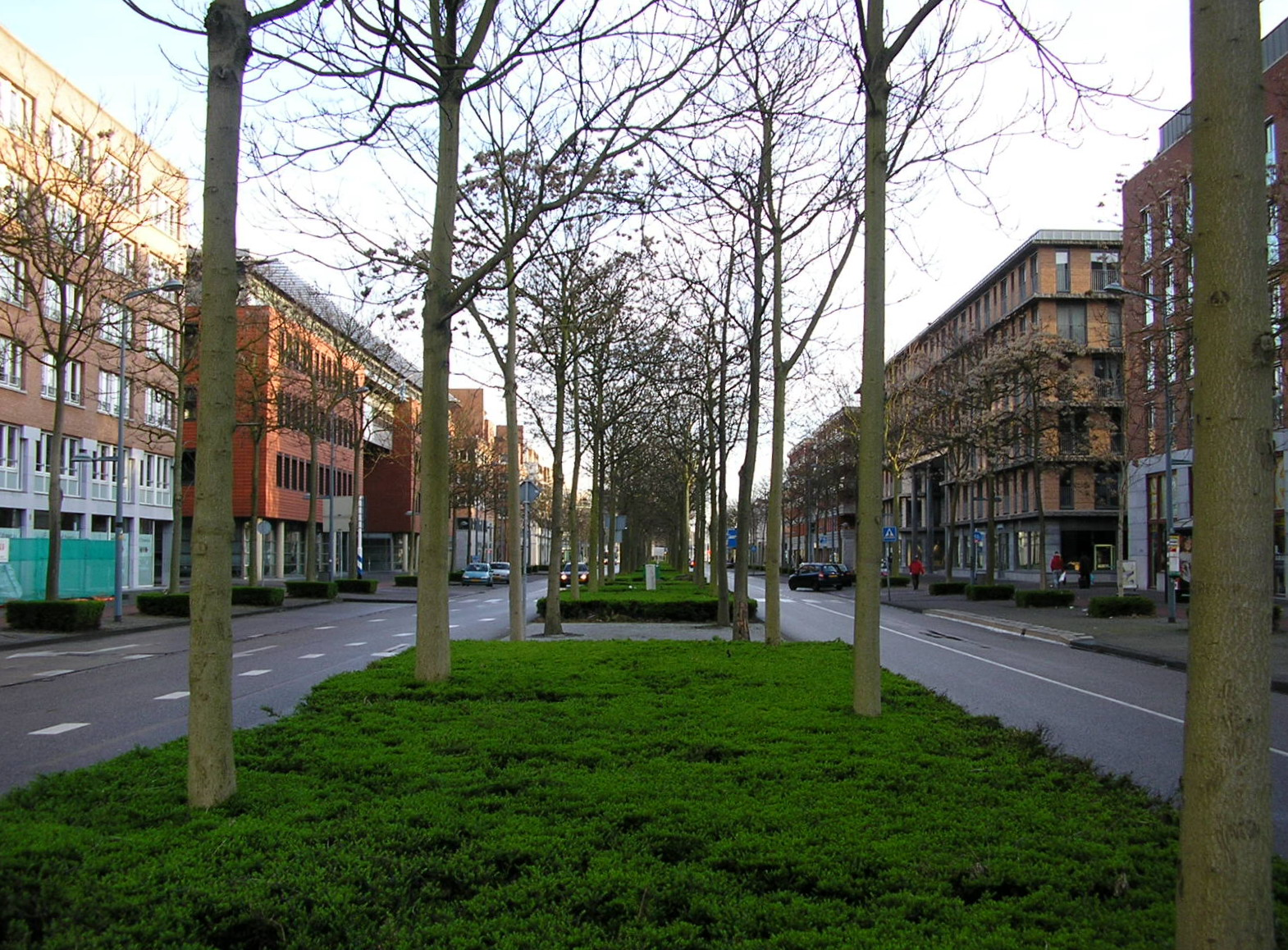
L'avenue Céramique
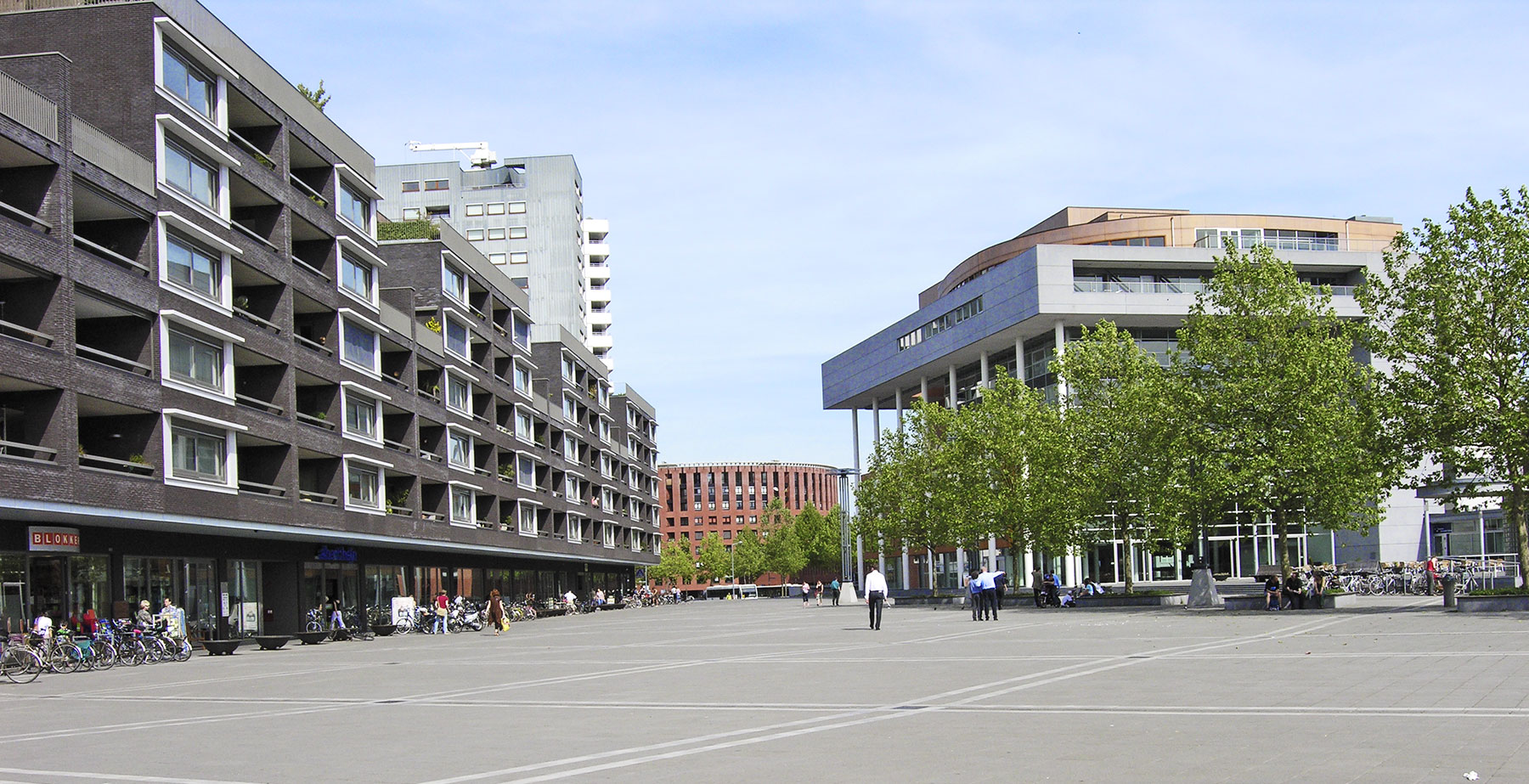
La Plein 1992 et le centre Céramique.
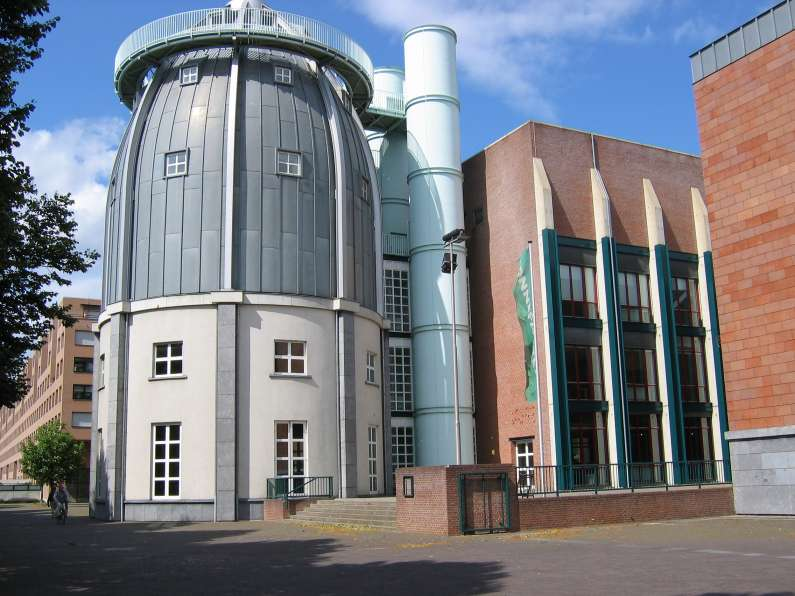
Le musée des Bons-Enfants.

## Sources
- (nl) Cet article est partiellement ou en totalité issu de l’article de Wikipédia en néerlandais intitulé « Wyck » (voir la liste des auteurs).

## Compléments